# Плантейшен (Флорида)
Планте́йшен (англ. Plantation, досл. «колоніальне поселення») — місто (англ. city) в США, в окрузі Бровард на південному сході штату Флорида, північне передмістя Маямі та західне Форт-Лодердейлу. Населення — 91 750 осіб (2020). Місто входить до агломерації Форт-Лодердейл — Помпано-Біч — Дірфілд-Біч з населенням 1 766 476 осіб (2009 рік), що є підагломерацією Маямі — Форт-Лодердейл — Помпано-Біч із загальним населенням 5 547 051 особа (2009 рік).
Місто утворене 1953 року. Гасло міста: «Трава зеленіша» (англ. The Grass is Greener, лат. E Vasitate Haec Urbs)
Штаб-квартира американського німецького транспортно-поштового підприємства DHL знаходиться у Плантейшен.
Інститут мови Есперанто знаходиться у місті.

## Географія
Плантейшен розташований за координатами 26°7′32″ пн. ш. 80°15′43″ зх. д. / 26.12556° пн. ш. 80.26194° зх. д. (26.125611, -80.261813). За даними Бюро перепису населення США в 2010 році місто мало площу 56,79 км², з яких 56,31 км² — суходіл та 0,48 км² — водойми.

### Клімат
| Клімат : Плантейшен                             | Клімат : Плантейшен | Клімат : Плантейшен | Клімат : Плантейшен | Клімат : Плантейшен | Клімат : Плантейшен | Клімат : Плантейшен | Клімат : Плантейшен | Клімат : Плантейшен | Клімат : Плантейшен | Клімат : Плантейшен | Клімат : Плантейшен | Клімат : Плантейшен | Клімат : Плантейшен |
| Показник                                        | Січ.                | Лют.                | Бер.                | Квіт.               | Трав.               | Черв.               | Лип.                | Серп.               | Вер.                | Жовт.               | Лист.               | Груд.               | Рік                 |
| Абсолютний максимум, °C                         | 31,1                | 34,4                | 33,3                | 34,4                | 36,7                | 36,7                | 37,2                | 36,7                | 36,7                | 36,7                | 32,8                | 31,7                | 37,2                |
| Середній максимум, °C                           | 23,9                | 25,0                | 26,1                | 27,8                | 30,0                | 31,7                | 32,2                | 32,2                | 31,7                | 30,0                | 27,2                | 25,0                | 28,6                |
| Середній мінімум, °C                            | 13,9                | 15,0                | 16,7                | 18,9                | 21,7                | 23,9                | 23,9                | 24,4                | 23,9                | 22,2                | 18,9                | 15,6                | 19,9                |
| Абсолютний мінімум, °C                          | −2,2                | −0,6                | 0,0                 | 4,4                 | 12,2                | 15,6                | 17,8                | 18,9                | 16,1                | 8,3                 | 1,7                 | −1,1                | −2,2                |
| Норма опадів, мм                                | 67                  | 85                  | 91                  | 89                  | 157                 | 249                 | 188                 | 203                 | 240                 | 163                 | 99                  | 61                  | 1692                |
| ----------------------------------------------- | ------------------- | ------------------- | ------------------- | ------------------- | ------------------- | ------------------- | ------------------- | ------------------- | ------------------- | ------------------- | ------------------- | ------------------- | ------------------- |
| Джерело: The Weather Channel (Monthly Forecast) |                     |                     |                     |                     |                     |                     |                     |                     |                     |                     |                     |                     |                     |

## Демографія

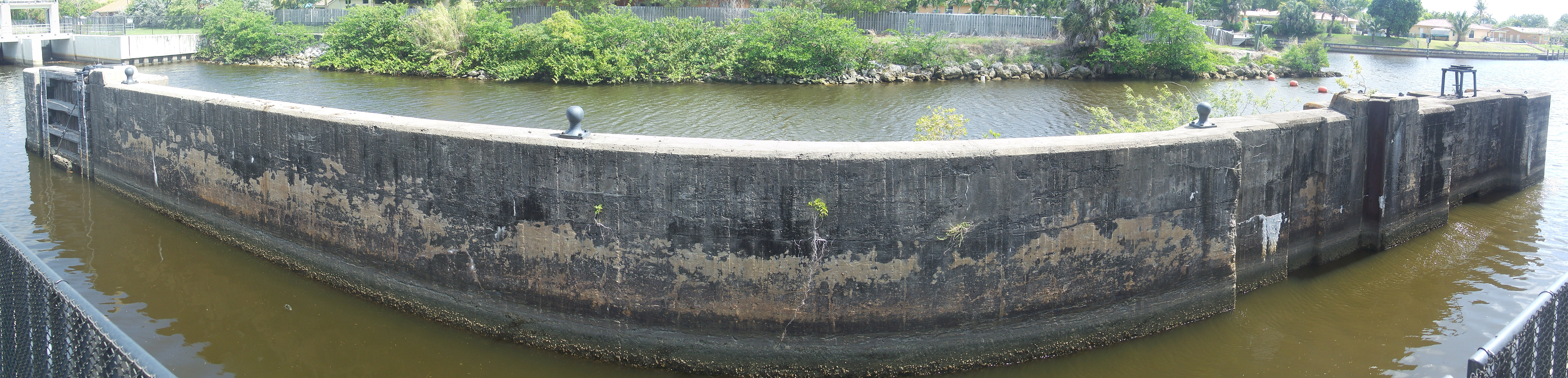
Канал у місті

Згідно з переписом 2010 року, у місті мешкало 84 955 осіб у 34 190 домогосподарствах у складі 22 577 родин. Густота населення становила 1496 осіб/км². Було 37587 помешкань (662/км²).
Расовий склад населення:
| - 69,9 % — білих - 20,3 % — чорних або афроамериканців - 3,9 % — азіатів - 0,2 % — корінних американців - 0,1 % — вихідців з тихоокеанських островів - 2,8 % — осіб інших рас |

До двох чи більше рас належало 2,9 %. Частка іспаномовних становила 20,4 % від усіх жителів.
За віковим діапазоном населення розподілялося таким чином: 21,5 % — особи молодші 18 років, 65,0 % — особи у віці 18—64 років, 13,5 % — особи у віці 65 років та старші. Медіана віку мешканця становила 39,7 року. На 100 осіб жіночої статі у місті припадало 90,3 чоловіків; на 100 жінок у віці від 18 років та старших — 86,8 чоловіків також старших 18 років.
Середній дохід на одне домашнє господарство становив 90 268 доларів США (медіана — 66 647), а середній дохід на одну сім'ю — 104 499 доларів (медіана — 78 578). Медіана доходів становила 52 672 долари для чоловіків та 45 051 долар для жінок. За межею бідності перебувало 10,7 % осіб, у тому числі 15,5 % дітей у віці до 18 років та 7,5 % осіб у віці 65 років та старших.
Цивільне працевлаштоване населення становило 46 201 особа. Основні галузі зайнятості: освіта, охорона здоров'я та соціальна допомога — 24,5 %, науковці, спеціалісти, менеджери — 13,8 %, роздрібна торгівля — 13,7 %.

## Особистості
У місті мешкають Снуп Догг, Фет Джо